# George MacKinnon
George Edward MacKinnon (* 22. April 1906 in Saint Paul, Minnesota; † 1. Mai 1995 in Potomac, Maryland) war ein US-amerikanischer Jurist und Politiker. Zwischen 1947 und 1949 vertrat er den Bundesstaat Minnesota im US-Repräsentantenhaus.

## Werdegang
Nach der Grundschule besuchte George MacKinnon zwischen 1923 und 1924 die University of Colorado in Boulder. Nach einem anschließenden Jurastudium an der University of Minnesota in Minneapolis und seiner Zulassung als Rechtsanwalt begann er in seinem neuen Beruf zu arbeiten. Politisch wurde er Mitglied der Republikanischen Partei. Zwischen 1935 und 1942 saß er als Abgeordneter im Repräsentantenhaus von Minnesota; dort war er Vorsitzender des Rechtsausschusses. Während des Zweiten Weltkrieges diente er zwischen 1942 und 1946 in der US-Marine.
Bei den Kongresswahlen des Jahres 1946 wurde MacKinnon im dritten Wahlbezirk von Minnesota in das US-Repräsentantenhaus in Washington, D.C. gewählt, wo er am 3. Januar 1947 die Nachfolge des im August 1946 verstorbenen William Gallagher antrat. Im Kongress wurde er Mitglied des Bildungs- und Arbeitsausschusses. Da er bei den Wahlen des Jahres 1948 dem Demokraten Roy Wier unterlag, konnte er bis zum 3. Januar 1949 nur eine Legislaturperiode im US-Repräsentantenhaus absolvieren.
Zwischen 1953 und 1958 war MacKinnon Bundesstaatsanwalt für den Bezirk von Minnesota. Im Jahr 1958 kandidierte er erfolglos für das Amt des Gouverneurs von Minnesota; er unterlag dem demokratischen Amtsinhaber Orville Freeman. In den Jahren 1960 und 1961 arbeitete er für das US-Justizministerium. Danach war er zwischen 1961 und 1969 Berater der Organisation Investors Mutual Funds. Nach der Amtsübernahme des republikanischen Präsidenten Richard Nixon im Jahr 1969 wurde McKinnon zum Bundesrichter am Berufungsgericht des District of Columbia ernannt. Dieses Amt bekleidete er bis zu seinem Tod im Jahr 1995. Von 1979 bis 1982 war er zudem Vorsitzender Richter des United States Foreign Intelligence Surveillance Court of Review. Zwischen 1985 und 1991 gehörte er auch der United States Sentencing Commission an.
George MacKinnon starb am 1. Mai 1995 in Potomac und wurde in Long Lake (Minnesota) beigesetzt. Er war seit dem 20. August 1928 mit Elizabeth Valentine Davis verheiratet. Seine Tochter Catharine ist eine bekannte Frauenrechtlerin in den Vereinigten Staaten.